# Селезнёв, Юрий Васильевич
Ю́рий Васи́льевич Селезнёв (род. 24 декабря 1975 года, Воронеж, Россия) — российский историк, специалист по русско-ордынским отношениям, русским летописям, военной истории Средневековой Руси. Доктор исторических наук, заведующий кафедры истории России Воронежского государственного университета. Профессор, заместитель декана по науке исторического факультета ВГУ. Занимается исторической картографией средневековой Руси.

## Биография
Юрий Васильевич Селезнёв родился 24 декабря 1975 года в г. Воронеж. Учился в школе № 11.

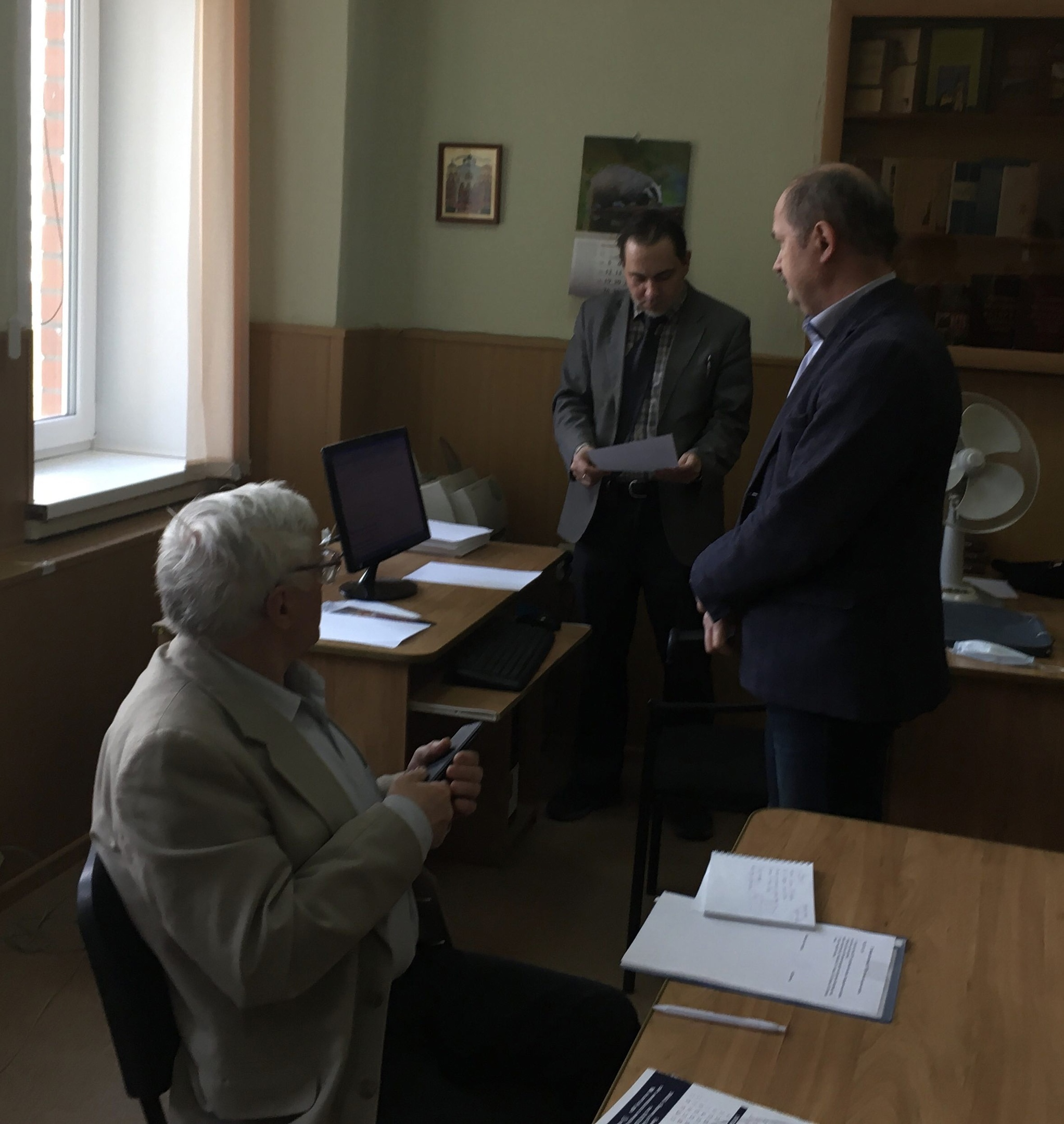
Юрий Селезнёв с коллегами — с Михаилом Карпачёвым и Геннадием Мокшиным.

В 1999 г. окончил исторический факультет Воронежского Государственного Университета. Одним из его учителей был известный историк, заведующий кафедрой балканистики СПГУ А. И. Филюшкин. С 1999 по 2002 гг. учился в аспирантуре исторического факультета ВГПУ и защитил кандидатскую диссертацию на тему «Русско-ордынские отношения в конце XIV — первой трети XV века (1382—1434)». Руководителем диссертации был Андрей Амелькин. Оппонентами Селезнёва стали Вадим Егоров и Михаил Цыбин. Ведущей организацией был центр по истории Древней Руси института Российской истории РАН с руководителем Владимиром Кучкиным). Отзыв составил сотрудник Центра — Горский Антон Анатольевич.
В 2001—2007 гг. Юрий Селезнёв был преподавателем кафедры философии Воронежского Государственного Технического Университета.
В 2015 году защитил докторскую диссертацию на тему: «Русские князья в политической системы Джучиева улуса (Орды)». На этот раз его оппонентами стали профессор МГУ Дмитрий Арапов, востоковед и профессор РАН Илья Зайцев и профессор БашГУ Владимир Иванов. Ведущая организация — СПГУ.
С 2013 года совместно с Руниверс работает над проектом справочников по военной истории Древней и Средневековой Руси. Фиксирует все встречающиеся в источниках внутренние и внешние конфликты, наносит их на карты.
С 2016 — член диссертационного Совета ВГУ.
В 2019 году Юрий Селезнёв стал рецензентом журнала Золотоордынское обозрение, а в 2020 г. — членом комитета Симпозиума по аграрной истории Восточной Европы.
С 2021 года — руководитель Воронежского Клуба Международной ассоциации исследователей истории Золотой Орды. Председателем Ассоциации был Вадим Трепавлов).
Участник издательской группы Пояс Евразии.

## Направление научной деятельности и научные достижения
- Предложил периодизацию времени ордынского ига[4].
- Дискутирует с Чарльзом Гальпериным, В. Н. Рудаковым и Е. Нолевым о времени происхождения термина «иго» и корректности его применения для периода ордынской зависимости Руси. С А. А. Горским дискутирует о времени завершения ордынского ига.
- Предложил методику расчета численности войск на Куликовом поле исходя из мобилизационного потенциала Руси, дискутируя с О. Двуреченским.
- Впервые показал механизм включения русских князей в элиту Монгольской империи и Золотой Орды, установив тем самым факт, что русские князья управляли своими княжествами в качестве представителей Монгольского государства.
- Создал справочники «Элита Золотой Орды»[5], и элита Половецкой степи[6] где перечислил всех представителей ордынской и половецкой элит, встречающихся в источниках и провел просопографическое исследование правящего сообщества Джучиева Улуса и Половецкой степи.

## Медиа активность
Участие в проекте «Учёные против мифов» в качестве спикера, эксперта и члена жюри.
Эксперт в программе «Власть факта» на телеканале Культура.
Эксперт, рецензент и герой публикаций о новых исследованиях о Золотой Орде.

## Основные работы
Монографии
- Нашествие Батыя и установление ордынского ига в общественном сознании Руси XIII—XVII вв. /А. О. Амелькин, Ю. В. Селезнёв. Воронеж, 2004. — 144 c.
- «А переменит Бог Орду…» (русско-ордынские отношения в конце XIV-первой трети XV вв.). Воронеж: Воронежский государственный университет, 2006. — 160 с.
  - А переменит Богъ Орду (2-е издание) — Воронеж: Научная книга, 2020. — 333 стр. Тир.200 экз.
- Элита Золотой Орды. Казань: Изд-во «Фэн» АН РТ, 2009. — 232 с.
- Русско-ордынские конфликты XIII—XV веков. М.: Квадрига, 2010. — 224 с. (2-е издание — 2014 г.)
- Куликовская битва в свидетельствах современников и памяти потомков /А. О. Амелькин, Ю. В. Селезнёв. М.: Квадрига, 2011. — 384с.
- Русские князья при дворе ханов Золотой Орды- Москва, Изд-во «Ломоносовъ». — 272 с. Тир. 1000 экз. ISBN 978-5-91678-345-2
- Картины Ордынского Ига / Науч. ред. профессор В. А. Иванов: Воронеж, Издательский дом ВГУ, 2017 г. — 437 с. Тир. 500 экз.
- Элита Половецкой Степи Воронеж, Научная книга, 2019 г. — 188 с. тир. 500 экз. ISBN 978-5-4446-1291-0
- Русские князья в составе правящей элиты Джучиева улуса в XIII—XV веках Воронеж, Центрально-Чернозёмное книжное издательство, 2013 г. — 472 с. Тир. 500 экз.
- История Джучиева Улуса (Золотой Орды) в памятниках исторической мысли. Воронеж: Новый Взгляд, 2018.
- Княжеские усобицы в Древней Руси 1132—1169 гг. — М.: Руниверс, 2018. — 392 с. тир. 1000 экз. ISBN 978-5-90719-18-9

Статьи
- Селезнёв Ю. В. Происхождение понятия «Монголо-татарское иго» (терминологическая заметка) // Российская история. 2012. № 4. С. 107a-110.
- Селезнёв Ю. В. Половецкий «Князь» Кончак // Вопросы истории. 2012. № 12. С. 156—163.
- Селезнёв Ю. В. «Татарский проезд» — Фискальное обеспечение административного управления транспортных коммуникаций золотоордынского государства (на территории русских земель) // Золотоордынское обозрение. 2017. Т. 5. № 3. С. 591—599.
- Селезнёв Ю. В. Русские внуки половецких князей (к вопросу о половецких родственных связях в политической борьбе на Руси в XI — первой половине XIII вв. // Золотоордынское обозрение. 2019. Т. 7. № 2. С. 225—241.
- Селезнёв Ю. В. Ордынский хан на территории Волынского и Галицкого княжеств: движение сюзерена через земли подданных // Stratum plus. Археология и культурная антропология. 2018. № 5. С. 207—214.
- Селезнёв Ю. В. Беляков А. В. Чингисиды России XV—XVII веков: просопологическое исследование // Вопросы истории. 2013. № 12. С. 164—165.
- Селезнёв Ю. В. Из похода «придоша новгородцы с княземъ Олександромъ вси здорови». Русско-шведские конфликты в XIII столетии // Военно-исторический журнал. 2021. № 8. С. 4-13.
- Селезнёв Ю. В. Ответный удар // Родина. 2003. № 11. С. 95-97.
- Селезнёв Ю. В. Орда и Русь (хроника конфликтов) // Родина. 2003. № 11. С. 102—104.
- Селезнёв Ю. В. Земля за Игнач-Крестом: Новгород и Орда // Родина. 2009. № 9. С. 32-33.
- Селезнёв Ю. В. Токтамыш — последний хан единой Орды…// Вопросы истории. № 2. 2010. С. 122—131.
- Селезнёв Ю. В. О времени, затрачиваемом русскими князьями на поездки в орду // Уральский исторический вестник. 2(35), 2012.

Учебные пособия и справочная литература
- История России до конца XVII века в 2 ч. Часть 1 : учебник для вузов / А. И. Филюшкин [и др.]; под общ. ред. А. И. Филюшкина. — М.: Юрайт, 2021. — 317 с. — (Высшее образование). — ISBN 978-5-9916-8950-2 . Автор раздела о Золотоордынском периоде Руси.[14]
- Автор статей в Большой Российской Энциклопедии: ордынские выезды, ордынские набеги, Тохтамыш, Мамай.
- Российская Корона: Князья Цари Императоры Ридерз дайджест Москва 2009 г. 320 с. тир. 41500 экз. ISBN 978-5-89355-330-7 Автор разделов: Монголы и Русь, Золотая Орда; Куликовская битва.
- Селезнёв Ю. В. Русско-ордынские военные конфликты XIII—XV веков. Справочник. — М.: Квадрига, 2010. — 224 с. — (Музейная библиотека). — Тираж 1000 экз. — ISBN 978-5-91791-047-5.